# Château-lafitte
Château-lafitte é um vinho tinto de Bordéus, encorpado, de sabor suave e forte aroma a amêndoa e avelã.
Os vinhos de Château Lafitte são sujeitos ao cuidado particular: racking, esclarecimento, filtrando. São constituídos notavelmente. Como vinhos novos, são agradavelmente generosos, com uva e aromas maduros da fruta. Com envelhecimento, transformam-se mais redondos e seu sabor mais intensos. Este tornar-se, perfeitamente bem-equilibrado.
Pode ser guardado por cerca de dez anos.